# Брит Віктор Петрович
Брит Віктор Петрович — український політик, народний депутат України 2-го скликання.

## Життєпис
Народився 01 жовтня 1935 с. Нововасилівка, Приазовський р-н, Запорізької обл., українець. 
Український інститут інженерів водного господарства, гідромеліративний факультет (1965—1970), інженер-гідротехнік.

## Політична діяльність
Народний депутат України 2 склик. з 04.1994 (2-й тур) до 04.1998, Приазовський виборчий округ № 194, Запорізької обл., висунутий СПУ. Секретар Комітету з питань екологічної політики. Член депутатської фракції СПУ і СелПУ.
1954 — по закінченню СШ служив в армії. 1958—1965 — працював телефоністом, радіотелеграфістом, електромонтером. 1965—1984 — начальник загону, начальник партії, Каховська гідрогеолого-меліоративна експедиція міста Нова Каховка. 1984—1994 — начальник технічного відділу, старший інженер; дирекція будівництва меліоративних систем в Запорізької області, місто Запоріжжя.
З 05.1992 — член СПУ, член Політради СПУ.

## Родина
- Батько Петро Андрійович (1907—1956);
- Мати Марія Іванівна (1909—1993);
- Дружина Лідія Миколаївна (1941) — пенс.;
- Син Юрій (1961) — інженер-технолог.
- Син Вадим (1962) — механік рефрежераторних установок.

## Нагороди
- Медаль «Ветеран праці» (1987).
- Орден «За заслуги» ІІІ ст. (06.1997).